# Drilidae
Famille
Synonymes
- famille des Drilidae Blanchard, 1845[2]
- sous-famille des Drilinae Blanchard, 1845[2]
- tribu des Drilini (préféré par BioLib)[2]

Les Drilidae sont une famille d’insectes de l’ordre des coléoptères. La tribu des Drilini lui est préférée par plusieurs bases de données.

## Liste des genres de la tribu Drilini
Selon BioLib (21 juillet 2021) :
- genre Drilus Olivier, 1790
- genre Flabelloselasia Kundrata & Bocak, 2017
- genre Kupeselasia Kundrata & Bocak, 2017
- genre Lolosia Kundrata & Bocak, 2017
- genre Malacogaster Bassi, 1834
- genre Microselasia Kundrata & Bocak, 2017
- genre Paradrilus Kiesenwetter, 1866
- genre Selasia Laporte de Castelnau, 1836
- genre Wittmerselasia Kundrata & Bocak, 2017

Selon NCBI (21 juillet 2021) :
- genre Austroselasia
- genre Drilus
- genre Flabelloselasia
- genre Habeshaselasia
- genre llubaboria
- genre Kupeselasia
- genre Latoselasia
- genre Lolosia
- genre Malacodrilus
- genre Malacogaster
- genre Mashaselasia
- genre Microselasia
- genre Selasia
- genre Wittmerselasia